# Α₁-antitrypsinmangel
α₁-antitrypsinmangel eller alfa 1-antitrypsinmangel, også kaldt A1AD eller ret og slet alfa-1, er en kodominant arvelig sygdom hvor α₁-antitrypsinniveauet i blodet er for lavt. A1AD kan lede til lungeemfysem og i nogle tilfælde til leversygdom. A1AD, inkluderet i sin lettere form, er også sat i forbindelse med bl.a. behandlingsresistent astma og visse typer kronisk sinusit. A1AD er almindeligt blandt europæere af baltisk, sydskandinavisk, hollandsk, britisk og iberisk (spansk og portugisisk) baggrund, og desuden blandt saudiarabere.
- Wikimedia Commons har flere filer relateret til Α₁-antitrypsinmangel

| Sygdom | Spire Denne artikel om sygdom er en spire som bør udbygges. Du er velkommen til at hjælpe Wikipedia ved at udvide den. |